# 경양서원
경양서원(鏡陽書院)은 대한민국 경상북도 김천시에 위치한 조선 시대의 서원이다. 송오(松烏), 여응구(呂應龜), 감호(鑑湖) 여대로(呂大老)를 제향하고 있다.